# フレデリック・ミシャラク
フレデリック・ミシャラク（Frédéric Michalak、1982年10月16日 - ）は、フランス・トゥールーズ出身のラグビー選手である。ポジションはスタンドオフ(フライハーフ)・スクラムハーフ。

## 来歴
5歳でラグビーを始め、1989年にスタッド・トゥールーザン入り。
1998年、プロデビュー。
2001年にフランス代表初キャップを獲得。2003年W杯ではフランス代表として日本とも対戦した。
2007年、スーパー14のシャークス（南アフリカ共和国）へ移籍。2007年W杯に出場した。
2015年、2015年W杯のフランス代表に選ばれた。